# CRH2
Der CRH2 ist ein elektrischer Hochgeschwindigkeitszug in China. CRH ist die Abkürzung für China Railway High-Speed. Bisher wurden vier Varianten beschafft; die Auslieferung der fünften Variante – des CRH2-380 – hat Ende Mai 2010 begonnen.

## CRH2A
Der CRH2A ist ein modifizierter Triebzug der Serie E2-1000 aus dem japanischen Shinkansen-Hochgeschwindigkeitsprogramm. Er ist damit – nach der Serie 700T in Taiwan – der zweite von Japan exportierte Shinkansen. Seit 2006 werden insgesamt 60 achtteilige Züge produziert, davon die ersten drei komplett in Japan. Weitere sechs Züge werden in Japan vormontiert und in Bausätzen in China zusammengesetzt; diese Fertigungsart wird als Completely Knocked Down bezeichnet. Die verbleibenden 51 Einheiten werden mit japanischem Technologietransfer bei Sifang Locomotive and Rolling Stock hergestellt.
Vier der acht Mittelwagen sind angetrieben. Je nach Konfiguration führen die Züge ein bis vier Wagen erster Klasse sowie einen Bistrowagen, der Rest der Wagen ist mit Sitzen zweiter Klasse bestuhlt.
Der erste Zug erreichte Qingdao am 8. März 2006. Die Fahrzeuge werden unter anderem auf der Strecke zwischen Shanghai Hauptbahnhof und Nanjing eingesetzt.

## CRH2B
Der CRH2B ist eine sechzehnteilige Version des CRH2A mit acht angetriebenen Wagen. Jeder Zug führt drei Wagen erster Klasse, einen Bistrowagen und zwölf Wagen zweiter Klasse. Die zehn Züge CRH2B werden seit 2008 von Shanghai aus eingesetzt.

## CRH2C (CRH2-350)
Der CRH2C ist eine leistungsstärkere achtteilige Variante mit sechs statt vier angetriebenen Wagen, die in zwei Serien zu je 30 Zügen gebaut wurde. Die erste Serie erreicht eine Höchstgeschwindigkeit von 350 km/h, die zweite eine solche von 380 km/h. Je fünf Züge werden seit 2008 von Wuhan und Jinan aus eingesetzt.
Die erste Serie wird auf den Verbindungen Shanghai–Nanjing und Shanghai–Hangzhou eingesetzt, die zweite Serie wird auf den Verbindungen Wuhan–Guangzhou–Shenzhen–Hongkong, Wuhan–Guangzhou–Guangzhou–Zhuhai sowie Zhengzhou–Xi’an eingesetzt.

## CRH2E
Der CRH2E entspricht technisch dem CRH2B, ist jedoch als Nachtzug ausgestattet. 13 Mittelwagen sind Schlafwagen, ein Bistrowagen läuft in der Mitte, nur die Endwagen sind Sitzwagen. Die Züge fahren seit 2009 auf der Strecke Peking – Shanghai.

## CRH2-380
Die neueste Generation der CRH2-Serie, deren Auslieferung ab Mai 2010 begann, ist für eine reguläre Reisegeschwindigkeit von 380 km/h zugelassen. Sie werden hergestellt von der Sifang in Qingdao, einer Tochtergesellschaft von China CSR Corp., die einer der zwei größten Eisenbahnfahrzeughersteller in China ist. Die Züge werden auf der neuen Hochgeschwindigkeitsstrecke zwischen Peking und Shanghai eingesetzt, die 2011 fertiggestellt wurde.